# Orbital Reflector
Orbital Reflector foi uma escultura feita com mylar, um balão inflável em formato de obelisco com 30 x 1,4 metros e superfície reflexiva. Um projeto de Trevor Paglen que seria lançado como um satélite temporário, coproduzido pelo Nevada Museum of Art, o projeto de $1.3 milhões tinha o objetivo de ser o primeiro objeto "puramente artístico" no espaço. Ele foi lançado em 3 de dezembro de 2018 as 10:34 a.m. PST a bordo de um foguete Falcon 9 cujo estágio principal estava sendo reutilizado pela terceira vez (Spaceflight SSO-A), com a expectativa de permanecer em órbita por três meses, no entanto, já com o recipiente em órbita, problemas técnicos impediram que o balão fosse liberado e inflado. Com isso ele ficou perdido em órbita tornando-se lixo espacial, que vai queimar na atmosfera em alguns anos.